# Argentina ai Giochi della XVII Olimpiade
L'Argentina partecipò ai Giochi della XVII Olimpiade, svoltisi a Roma dal 25 agosto all'11 settembre 1960, con una delegazione di 92 atleti impegnati in quattordici discipline, per un totale di 54 competizioni.
Fu l'undicesima partecipazione di questo paese ai Giochi estivi. Furono conquistate due medaglie: una d'argento e una di bronzo.

## Medagliere

### Per discipline
| Sport    | Oro | Argento | Bronzo | Totale |
| -------- | --- | ------- | ------ | ------ |
| Vela     | 0   | 1       | 0      | 1      |
| Pugilato | 0   | 0       | 1      | 1      |
| Totale   | 0   | 1       | 1      | 2      |

### Medaglie
| Medaglia | Atleta                                                     | Sport    | Evento       |
| -------- | ---------------------------------------------------------- | -------- | ------------ |
| Argento  | Jorge Alberto Salas Héctor Calegaris Jorge Alberto del Río | Vela     | Dragone      |
| Bronzo   | Abel Ricardo Laudonio                                      | Pugilato | Pesi leggeri |

## Risultati

### Calcio
| Atleta | Classifica |                      |
| --- | --- | -------------------- |
| V · D · M Nazionale olimpica argentina · Calcio ai Giochi Olimpici Estivi 1960 P Periotti · P Saldías · D De Ciancio · D Díaz · D Ginel · D Grudiña · D Mattos · D Stauskas · C Bilardo · C Blanco · C Lejona · C Rendo · C Zarich · A Bonnano · A Desiderio · A Lorenzo · A Oleniak · A Pérez · CT : Duchini | 5° |                      |
| Nazionale olimpica argentina · Calcio ai Giochi Olimpici Estivi 1960 | |                      |
| P Periotti · P Saldías · D De Ciancio · D Díaz · D Ginel · D Grudiña · D Mattos · D Stauskas · C Bilardo · C Blanco · C Lejona · C Rendo · C Zarich · A Bonnano · A Desiderio · A Lorenzo · A Oleniak · A Pérez · CT: Duchini                                                                                 | P Periotti · P Saldías · D De Ciancio · D Díaz · D Ginel · D Grudiña · D Mattos · D Stauskas · C Bilardo · C Blanco · C Lejona · C Rendo · C Zarich · A Bonnano · A Desiderio · A Lorenzo · A Oleniak · A Pérez · CT: Duchini | Argentina (bandiera) |

### Pallanuoto
| Atleta | Classifica                                                                         |                      |
| --- | ---------------------------------------------------------------------------------- | -------------------- |
| V · D · M Nazionale maschile argentina di pallanuoto · Giochi olimpici - Roma 1960 Codaro · Consuegra · Carnovali · Fischer · Lucey · Parga · Wolff · Maganás · CT : - | 11°                                                                                |                      |
| Nazionale maschile argentina di pallanuoto · Giochi olimpici - Roma 1960                                                                                               |                                                                                    |                      |
| Codaro · Consuegra · Carnovali · Fischer · Lucey · Parga · Wolff · Maganás · CT: -                                                                                     | Codaro · Consuegra · Carnovali · Fischer · Lucey · Parga · Wolff · Maganás · CT: - | Argentina (bandiera) |